# Betclic
Betclic — французька компанія, що займається організацією азартних ігор в інтернеті. Заснована в Лондоні 2005 року, базується на Мальті, керівництво розташовано в Бордо. На французькому ринку компанія має ліцензії на діяльність у сфері ставок на спорт, перегони та онлайн-покер.

## Історія
Betclic створено в Лондоні Ніколя Беро 2005 року з одним працівником та інвестицією в 3 млн євро. 2008 року Mangas Gaming викупила у власника 75 % акцій Betclic за 50 млн євро, а 2009 року SBM придбала 50 % акцій компанії. 2010 року було оголошено, що Betclic має 35–40 % ринку Франції і є найбільшою букмекерською компанією країни. Під час Євро-2012 Betclic прийняв 2 млн ставок на спортивні змагання, отримавши прибуток 12 млн євро. 31 травня 2016 року Betclic об'єднався з онлайн-покерною компанією Everest Poker. У жовтні 2016 року вони перевезли свої офіси в Лондоні та Парижі до Бордо. У вересні 2018 року Betclic придбав ліцензію на діяльність у Польщі. У 2019 році група Betclic вийшла з ринку азартних ігор у Великобританії.

## Спонсорська підтримка

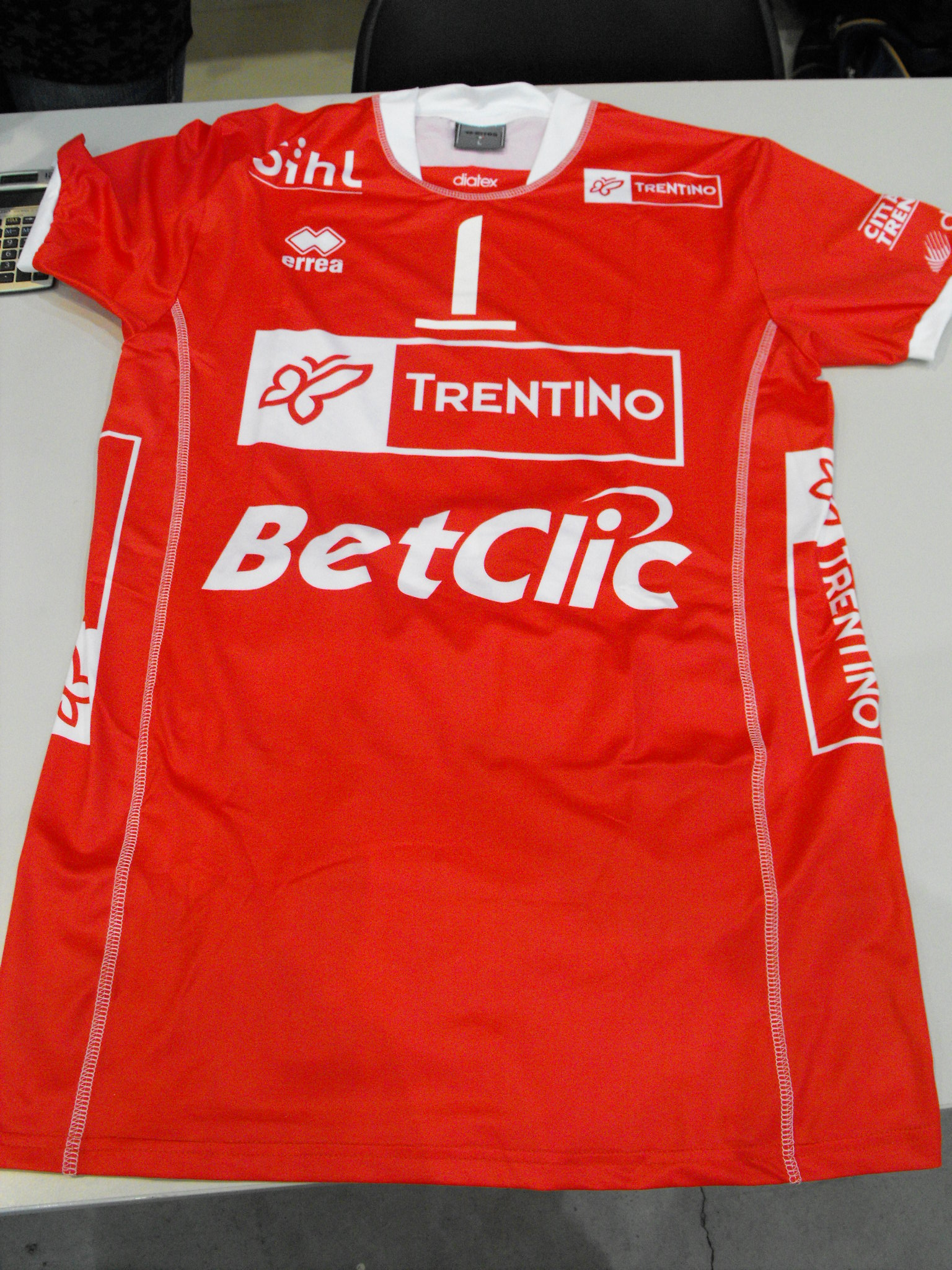
Майка для волейболу «Maglia Trentino» зі спонсорством Betclic

Першим спортивним спонсорством Бетклік став Олімпік Ліон у 2009 році, який розмістив рекламу компанії на футболках сезону 2010-11. З 2010 по 2012 рік Betclic був спонсором одягу як Олімпіка з Марселя і Ювентуса. 2018 року було оголошено про партнерство з регбі-клубом Бордо-Бегль. З новою ліцензією на роботу в Польщі, отриманою в 2018 році, Betclic влітку 2019 року підписав спонсорські угоди з польськими футбольними чемпіонами П'яст і переможцем Кубку Польщі, клубом Лехія.